# Sudan Południowy na Letnich Igrzyskach Olimpijskich 2024
Sudan Południowy na Letnich Igrzyskach Olimpijskich 2024 – występ kadry sportowców reprezentujących Sudan Południowy na igrzyskach olimpijskich, które odbyły się w Paryżu we Francji, w dniach 26 lipca – 11 sierpnia 2024.
Reprezentacja Sudanu Południowego liczyła czternaścioro zawodników – kobietę i trzynastu mężczyzn, którzy wystąpili w 2 dyscyplinach.
Był to trzeci start Sudanu Południowego na letnich igrzyskach olimpijskich.

## Reprezentanci

### Koszykówka

#### Turniej 5×5
Reprezentacja mężczyzn
- Carlik Jones
- Nuni Omot
- Khaman Maluach(inne języki)
- Bul Kuol(inne języki)
- Kuany Kuany(inne języki) (kapitan)
- Wenyen Gabriel
- J.T. Thor
- Marial Shayok
- Jackson Makoi(inne języki)
- Majok Deng(inne języki)
- Peter Jok
- Sunday Dech(inne języki)

Trener:  Royal Ivey
| Konkurencja | Faza grupowa      | Faza grupowa               | Faza grupowa     | Faza grupowa | Ćwierćfinały     | Półfinały        | Finał            | Pozycja | Źródło |
| Konkurencja | Przeciwnik Wynik  | Przeciwnik Wynik           | Przeciwnik Wynik | Pozycja      | Przeciwnik Wynik | Przeciwnik Wynik | Przeciwnik Wynik | Pozycja | Źródło |
| ----------- | ----------------- | -------------------------- | ---------------- | ------------ | ---------------- | ---------------- | ---------------- | ------- | ------ |
| mężczyźni   | Portoryko W 90–79 | Stany Zjednoczone P 86–103 | Serbia P 85–96   | 3.           | NQ               | NQ               | NQ               | 9.      | [ 1 ]  |

### Lekkoatletyka
| Zawodnik              | Konkurencja       | Runda 1  | Runda 1 | Runda 2  | Runda 2 | Półfinał | Półfinał | Finał    | Finał   | Źródło |
| Zawodnik              | Konkurencja       | Rezultat | Pozycja | Rezultat | Pozycja | Rezultat | Pozycja  | Rezultat | Pozycja | Źródło |
| --------------------- | ----------------- | -------- | ------- | -------- | ------- | -------- | -------- | -------- | ------- | ------ |
| Atalena Napule Loliha | bieg na 100 m (k) | DNF      | DNF     | NQ       | NQ      | NQ       | NQ       | NQ       | NQ      | [ 2 ]  |
| Abraham Guem          | bieg na 800 m (m) | 1:48.74  | 49. R   | 1:49.45  | 26.     | NQ       | NQ       | NQ       | NQ      | [ 3 ]  |